# Miesięcznik Literacki (1929–1931)
Miesięcznik Literacki – czasopismo społeczno-kulturalne, wydawane w Warszawie w latach 1929–1931, pod redakcją Aleksandra Wata, nieoficjalny organ Komunistycznej Partii Polski.
Miesięcznik nawiązywał do koncepcji radzieckiego ugrupowania Nowyj Lef i niemieckiego lewicowego nurtu ekspresjonizmu. W piśmie formułowano zasady krytyki marksistowskiej oraz problemy odbicia rzeczywistości w sztuce. Ważną rolę przyznawano literaturze faktu i reportażowi. W 1931 pismo zostało zawieszone, zaś część zespołu redakcyjnego aresztowana.
W zespole pisma znaleźli się dawni współpracownicy „Dźwigni”: Andrzej Stawar, Jan Hempel, Stanisław Ryszard Stande, Władysław Broniewski. Współpracownikami „Miesięcznika Literackiego” byli: Juliusz Wit, Andrzej Wolica, Henryk Drzewiecki, Leopold Lewin, Stanisław Wygodzki.
Do jego tradycji nawiązywało czasopismo wydawane pod tą samą nazwą w Warszawie w latach 1966–1990.